# Rumia capensis
Rumia capensis är en flockblommig växtart som beskrevs av Heinrich Friedrich Link. Rumia capensis ingår i släktet Rumia och familjen flockblommiga växter. Inga underarter finns listade i Catalogue of Life.